# Sestao River Club
Maillots
Actualités
Le Sestao River Club est un club espagnol de football basé à Sestao. C'est le successeur du Sestao Sport Club.

## Historique

Ancien logo.

Le club évolue en Segunda División B (troisième division) pendant 11 saisons : en 2004-2005, puis de 2006 à 2010, et enfin de 2011 à 2017. Il se classe 1er de son groupe lors de la saison 2013-2014, avec 21 victoires, 8 nuls et 9 défaites. Toutefois, à la suite des play-offs, le club n'est pas promu en deuxième division.
| \| Sestao \| Emplacement de Sestao, en Espagne. |
| Sestao                                          |

## Palmarès

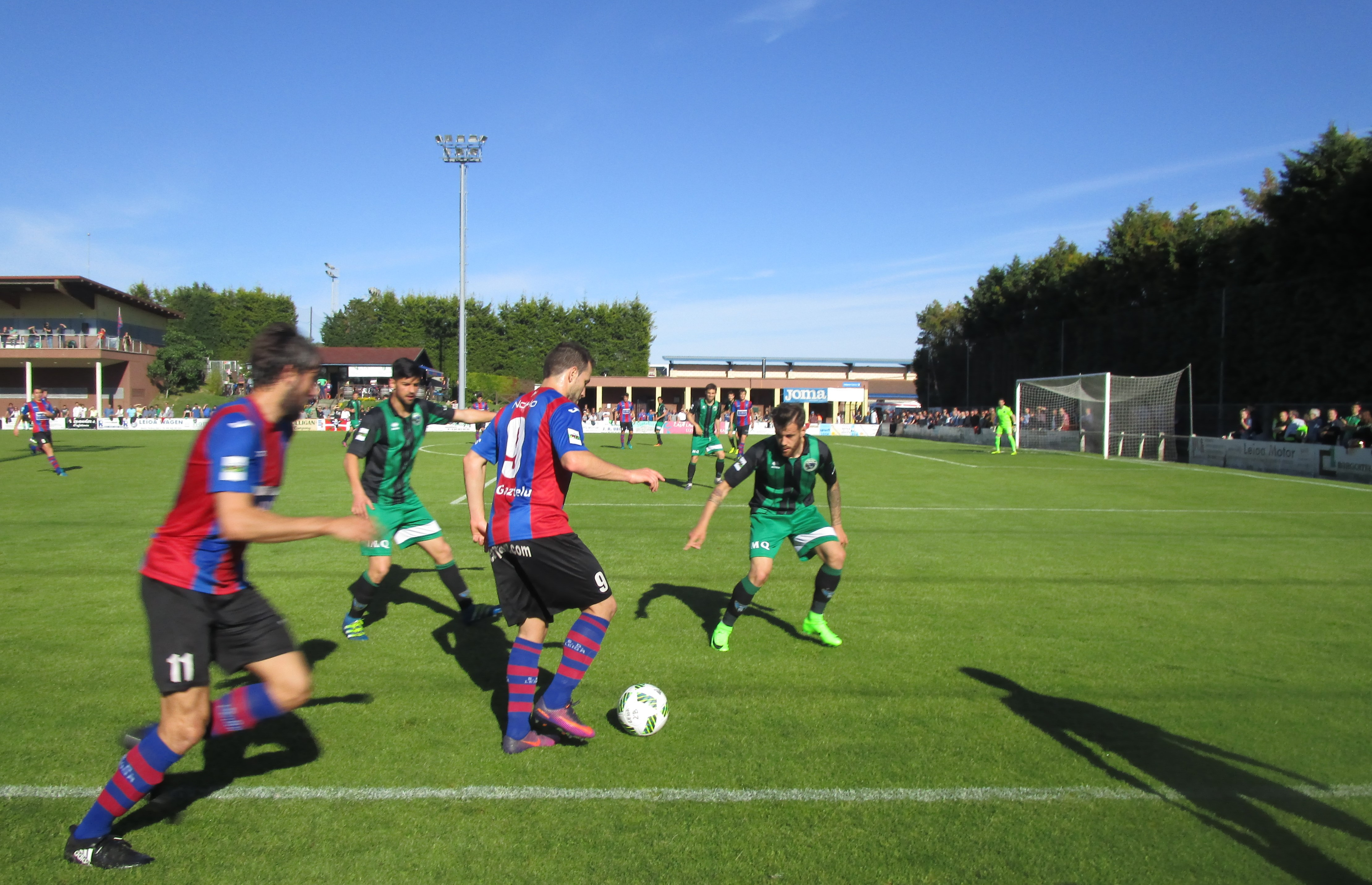
2017

- Tercera División
  - Champion : 2004 et 2006

## Saisons
| Primera División   | 0  |
| Segunda División   | 0  |
| Segunda División B | 11 |
| Tercera División   | 8  |

## Anciens joueurs
- Lezama
- Iñaki Lafuente
- Ernesto Valverde